# Martin Lindberg (konstnär)
Martin Agaton Lindberg, född 7 december 1923 i Uppsala, död 12 juli 2007 i Sundbyberg, var en svensk målare, tecknare och grafiker.
Han var son till lantbrukaren och fjärdingsmannen John Agaton Lindberg och Anna Teresia Jansson och från 1947 gift med Carin Margareta Eriksson. Lindberg var huvudsakligen autodidakt som konstnär förutom kortare sporadiska studier i Paris 1950. Han ställde ut separat på Lilla Paviljongen 1953 och på Modern konst i hemmiljö 1955 i Stockholm samt på Lorensbergs konstsalong i Göteborg. Han medverkade under några år i samlingsutställningar med Stockholmspostens konstförening och i Nationalmuseums Unga tecknare, Sveriges allmänna konstförening och i Fyra från Sundbyberg på Eskilstuna konstmuseum. Bland hans offentliga arbeten märks utsmyckning för Svea Hovrätt i Stockholm, Kungliga Vattenfallsstyrelsen och LO i Stockholm. Hans konst består av interiörer, uppställningar, modellstudier och landskap i en förenklad stil. Lindberg är representerad vid Moderna museet i Stockholm, Eskilstuna konstmuseum, Statens konstråd, Västerås konstmuseum, Aguélimuseet, Gustav VI Adolfs samling och i Uplands konstförenings samlingar.